# Albula oligolepis
Albula oligolepis,  vrsta morske ribe iz Indijskog oceana. Pripada porodici Albulidae.
To je manja riba čija je maksimalno i zmjerena dužina 35.4 cm. Opisana je tek 2008 godine. O ugroženosti vrste zbog nedostatka podataka nije nije ništa poznato. 